# Indriya
Indriya (pāli ; sanskrit, devanāgarī: इन्द्रिय ; japonais : kon) signifie « faculté ». Dans le bouddhisme, les abhidhamma recensent vingt-deux facultés, qui désignent tant les facultés physiques que mentales. Dans l'hindouisme, certaines écoles de philosophie indienne āstika dénombrent dix facultés liées à la perception et à l'action, qui dans la philosophie samkhya font partie des vingt-cinq principes essentiels (tattva).

## Dans l'hindouisme

### Sāṃkhya
Dans la doctrine du Sāṃkhya de Kapila, on dénombre onze facultés de perception (indriya) exposées dans la Sāṃkhya Kārikā composé par Īśvarakṛṣṇa. Ceux-ci se divisent en deux groupes dont l'un est composé de cinq jñānendriya ou buddhīndriya et l'autre de cinq karmendriya. Ces dix indriya  auquel est adjoint manas font partie des vingt-cinq principes (tattva) qui sous-tendent le système philosophique du Sāṃkhya. Ces dix indriya sont aussi appelés organes externes.

### Shivaïsme du Cachemire
Dans le Shivaïsme du Cachemire qui est une école philosophique du Shivaïsme, on dénombre trente-six tattva dans lequel sont compris les dix indriya du Sāṃkhya.

## Dans le bouddhisme
Dans le bouddhisme, on dénombre les vingt-deux facultés suivantes :
- Six « facultés des sens » ou « six bases » (āyatana) ; ces six facultés sont une capacité de percevoir, mais elles sont distinctes des organes sensoriels (ces facultés sont incluses dans les dix-huit « éléments » , dhātu) :  
  - Faculté oculaire ;
  - Faculté auriculaire ;
  - Faculté nasale ;
  - Faculté linguale ;
  - Faculté tactile ;
  - Faculté mentale ;
- Faculté vitale, sanskrit : jīvitendriya ;
- Deux facultés sexuelles qui distinguent les sexes, sont liées à la jouissance :
  - Faculté féminine, sanskrit : strīndriya ;
  - Faculté masculine, sanskrit : puruṣendriya ;
- Cinq facultés associées à l'épreuve des actes,  aux cinq sensations (vedanā) :
  - Faculté de plaisir ;
  - Faculté de douleur ;
  - Faculté de satisfaction ;
  - Faculté d'insatisfaction ;
  - Faculté d'indifférence ;
- Cinq facultés associées aux vertus « mondaines »  :
  - Faculté de foi, ou conviction, sanskrit : śraddhendriya ;
  - Faculté de vigueur, sanskrit : vīrindriya ;
  - Faculté d'attention, ou de vigilance, sanskrit : smrtīndriya ;
  - Faculté de concentration, sanskrit : samādhīndriya ;
  - Faculté de sagesse, sanskrit : prajñendriya ;
- Trois facultés pures, associées aux vertus « supramondaines » :
  - Faculté d'accès à la connaissance, ou faculté de connaître ce qui n'est pas encore connu, sanskrit : anājñātamājñāsyāmīndriya ;
  - Faculté de la connaissance supramondaine, ou faculté de connaître l'Ultime, sanskrit : ājñendriya ;
  - Faculté de certitude d'avoir tout connu, ou faculté de connaisseur de l'Ultime, sanskrit : ajñātāvīndriya.

## Source
Pour la section consacrée aux indriya liés à la philosophie bouddhique se rapporter au: Philippe Cornu, Dictionnaire encyclopédique du bouddhisme [détail des éditions]